# Кајделхајм
Кајделхајм (њем. Keidelheim) општина је у њемачкој савезној држави Рајна-Палатинат. Једно је од 134 општинска средишта округа Рајн-Хунсрик. Према процјени из 2010. у општини је живјело 332 становника. Посједује регионалну шифру (AGS) 7140065.

## Географски и демографски подаци
Кајделхајм се налази у савезној држави Рајна-Палатинат у округу Рајн-Хунсрик. Општина се налази на надморској висини од 320 метара. Површина општине износи 2,7 km². У самом мјесту је, према процјени из 2010. године, живјело 332 становника. Просјечна густина становништва износи 122 становника/km².